# خلل تنسج فقاري غضروفي
خلل التنسج الفقاري الغضروفي هو مصطلح طبي يصف مجموعة نادرة من الأعراض الموروثة التي تتبع نمطًا جسميًا متنحيًا. تعد الشذوذات الهيكلية (بما في ذلك خلل نمو العظام) الأعراض المعتادة للاضطراب، رغم أن طبيعة نمطه الظاهري تختلف بشكل كبير بين المرضى، وتشمل أعراضًا مثل التقبض العضلي أو الفرفرية قليلة الصفيحات. يعد نوعًا من خلل التنسج المناعي.

## العلامات والأعراض
يؤدي عدم التجانس في هذا الاضطراب إلى اختلاف النمط الظاهري وشدة الأعراض الناجمة عنه بشكل كبير بين المرضى، وتشمل المجموعات الفرعية من الأعراض تلك التي تؤثر على الجهاز المناعي (تسبب أمراض المناعة الذاتية وتؤدي إلى اضطرابات في أجهزة أخرى مثل جهاز الدوران) والجهاز العصبي وغيرها الكثير.

### الأعراض الهيكلية
تسبب هذه الحالة تشوهات هيكلية بشكل أساسي.
تشمل هذه التشوهات خلل التنسج الكردوسي وتسطح الفقرات وتشكل آفات في العظام الطويلة والفقرات الشوكية والورم الغضروفي الباطن.

### أعراض غضروفية
تؤثر هذه المجموعة الفرعية من الأعراض على الغضاريف.
تشمل وجود ورم غضروفي باطن وفشل الغضروف في التحول إلى عظم في بعض أجزاء الجسم.

### أعراض مناعية
تؤثر هذه المجموعة الفرعية من الأعراض على الجهاز المناعي (نقص المناعة) بشكل أساسي وتسبب أيضًا أمراض المناعة الذاتية، والتي تؤثر بشكل غير مباشر على أجهزة الجسم الأخرى.
تشمل هذه الأعراض قلة الصفيحات والتهاب المفاصل الروماتويدي والذئبة الحمامية الشاملة والتهابات الجهاز التنفسي المتكررة والحمى وفقر الدم الانحلالي وقصور الدرقية.

### أعراض عصبية
تؤثر هذه المجموعة الفرعية من الأعراض على الجهاز العصبي المركزي.
تشمل الرنح والتقبض العضلي والإعاقات الذهنية والتكلس الدماغي.

### نتائج أخرى
تشمل المظاهر الأخرى التي يمكن مشاهدتها في المرضى الذين يعانون من هذه الحالة قصر القامة وتأخر بزوغ الأسنان وسوء إطباق الأسنان والبهاق والنوبات والصدر الجؤجؤي والحداب والميلان الفقري الجانبي الحدابي وتضخم البطين والالتهاب الوعائي وظاهرة رينو والألم الذي يؤثر على الأطراف السفلية والصداع المزمن ومرض الكلى المزمن والتشوهات القحفية الوجهية ونقص تنسج العظام الحرقفية وذئبة التهاب الكلى وآلام المفاصل والتهاب المفاصل وعوز المتممة في الدم وانخفاض أو غياب إنزيم الفوسفاتاز الحمضي المقاوم للطرطرات (تراب) في المصل وارتفاع مستويات الإنترفيرون ألفا في المصل وفرط التعبير عن الجينات المحفَّزة بالإنترفيرون.
تشمل الأعراض النادرة الإعاقة الذهنية وتأخر النمو والشلل الرباعي التشنجي التدريجي وآلام المفصل الصدغي الفكي وضخامة الكبد والطحال وتشقق العمود الفقري.

## المضاعفات
قد تنجم الوفاة المبكرة عن نقص المناعة و/أو اضطراب المناعة الذاتية المرتبطة بهذه الحالة.

## العلاج
رغم عدم وجود استراتيجية علاجية قياسية لمرض خلل التنسج الفقاري الغضروفي، ذُكرت طرق علاجية مختلفة أُجريت على المرضى الذين يعانون من هذه الحالة المذكورة في الأدبيات الطبية.

### العلاج بهرمون النمو
خضعت شقيقة المستلفت البالغة من العمر 21 عامًا التي أبلغ عنها تايزوس وآخرون (2004) للعلاج بهرمون النمو قبل 12 عامًا من الدراسة من أجل علاج قصر قامتها الشديد.
وصف تاكانوري وآخرون (2017) حالة علاج ناجحة لقصر القامة المرتبط بخلل التنسج الفقاري الغضروفي باستخدام هرمون النمو على طفل مصاب بهذه الحالة.

### العلاج النبضي بالميثيلبريدنيزولون
خضعت فتاة ألمانية أبلغ عنها هيرمان وآخرون للعلاج النبضي بالميثيلبريدنيزولون، والذي حدّ فيما بعد من شدة التقبض العضلي.

### ميكوفينوليت موفيتيل
وُصفت جرعة يومية قدرها 250 ملغ من مادة ميكوفينوليت موفيتيل للفتاة الألمانية المذكورة أعلاه، ما أدى لاحقًا إلى تحسن في وظيفتها الحركية وتعداد الصفيحات الدموية لديها.

### بريدنيزولون
بعد دخول الفتاة المذكورة أعلاه المستشفى في سن الخامسة نتيجة ظهور مفاجئ للأعراض السريرية بما في ذلك الإسهال الدموي وارتفاع في درجة الحرارة وذات الرئة والتهاب المفاصل المتعدد، وُصفت لها جرعة يومية قدرها 20 ملغ من البريدنيزولون، ما أدى إلى تحسن أعراضها لاحقًا.

### باريسيتينب
وصف ماساكي وآخرون (2020) حالة فتاة تبلغ من العمر 8 سنوات مصابة بمتلازمة تيرنر وخلل التنسج الفقاري الغضروفي. عولجت بهرمون النمو في البداية، لكنه بالكاد عالج قصر قامتها. بعد ذلك، أُعطيت وصفة طبية بجرعة يومية من البريدنيزولون والميكوفينوليت موفيتيل، ورغم أن الوصفة حسنت بعض أعراضها، لم تتوقف حالات الحمى والصداع المتكررة لديها، ثم وُصفت لها جرعة يومية قدرها 2-4 ملغ من البارسيتينيب. أدى الدواء الأخير إلى تحسين مستويات الفيريتين في الدم ودرجة الإنترفيرون بشكل ملحوظ. لم تعاني من أي آثار جانبية ناتجة عن استخدام هذا الدواء.

## الانتشار
وفقًا لقاعدة بيانات الوراثة المندلية البشرية عبر الإنترنت، وُصفت نحو 30-40 حالة فقط في الأدبيات الطبية.

## التاريخ

### اكتشاف الاضطراب
وُصفت هذه الحالة لأول مرة في عام 2003 من قبل روفمان وآخرين، وكان عدد المرضى الذين وصفوهم أربعة.
كان أول مريضين عبارة عن زوج من الأشقاء من جنسين مختلفين (أخ وأخت) ولدا لأبوين برتغاليين ذوي قرابة عصب، إذ كانا أبناء عمومة من الدرجة الأولى. لوحظ أن الأخت عانت من مضاعفات صحية مختلفة، بما في ذلك الالتهابات المتكررة (خاصةً تلك التي تؤثر على الجهاز التنفسي)، وأمراض الرئة المقيدة المزمنة، والفرفرية قليلة الصفيحات مجهولة السبب، وتضخم الغدة الدرقية المرافق لقصور الدرقية. لم تُعالج الفرفرية قليلة الصفيحات لديها باستخدام البريدنيزون أو الغلوبيولين المناعي الوريدي، ولكنها عولجت بعد خضوعها لعملية استئصال الطحال. يُفترض أن الأخ الأصغر قد مات، وعانى من أمراض مختلفة مثل أخته، بما في ذلك التهابات الجهاز التنفسي المتكررة وداء العطائف والفرفرية قليلة الصفيحات مجهولة السبب والتهاب الدماغ، وسبب الأخير وفاته المذكورة أعلاه.
كان المريض الثالث صبي يبلغ من العمر 5 سنوات يعاني من التهابات الجهاز التنفسي المتكررة وجدري الماء النزفي والفرفرية قليلة الصفيحات مجهولة السبب. أما الحالة الرابعة والأخيرة، فكانت لصبي يبلغ من العمر 10 سنوات، كان يعاني من التهابات متكررة وداء كرون وقصور الدرقية.